# Phytoplasma
Phytoplasma o Candidatus Phytoplasma —fitoplasma en español— es un género de microbios de la clase Mollicutes, parásitos de los vegetales. Son organismos de dimensiones similares a los virus y en consecuencia,  muchos de ellos atraviesan los filtros bacteriológicos. Parásitos obligados del floema de plantas y transmitidos por insectos vectores, fueron descubiertos en 1967 y denominados Mycoplasma. No pueden ser cultivados fuera de células vivas. Se caracterizan por la falta de la pared celular, una forma filamentosa o pleomórfica, con un diámetro menor a 1 micrómetro, y un genoma reducido.
Phytoplasma son patógenos de cultivos, incluyendo el cocotero (Cocos nucifera) y la caña de azúcar (Saccharum officinarum), causando una variedad de síntomas que van desde amarillamiento de la planta hasta su   muerte. Son más importantes en regiones tropical y subtropicales. Requieren un vector para poder transmitirse de una planta a otra, que generalmente es in insecto de la familia Cicadellidae, en los cuales son capaces de replicarse.

## Características
La diferencia de las bacterias son sobre todo en la pared celular y esto les lleva a asumir formas muy variadas; poseyendo, sin embargo, una membrana de naturaleza proteico-glucídica y lipídica. No poseen un verdadero núcleo aunque contengan más DNA que RNA.
Su reproducción, aún no es perfectamente conocida, es similar a la de las bacterias (fisión binaria). No son cultivables in vitro. Se desarrollan provocando enfermedades en las plantas, localizándose en el floema siendo trasmitidas en la naturaleza por los insectos dotados de aparato bucal pungente succionador (Hemipteros). 
Los fitoplasmas invaden la via floemática de la planta dando lugar a los típicos síntomas de arrugamiento foliar; en algunos casos se llega a la formación de necrosis.
Un ejemplo típico de fitoplasma es el agente causante del amarilleamiento letal denominado flavescencia dorada de la vid, trasmitida por el hemíptero Scaphoideus titanus

## Clasificación
La clasificación de los fitoplasmas se encuentra discutida. Recientemente gracias a las nuevas técnicas moleculares, que han permitido el estudio en profundidad del ADN de estos organismos, ha sido posible diferenciarlos de los micoplasmas, algunos de los cuales son patógenos para el hombre y los animales; el nombre de fitoplasmas se les asigna a los organismos exclusivamente fitopatógenos. Los estudios llevados a cabo, en particular del gen ribosomial 16S han llevado a la clasificación taxonómica actual y han permitido revelar diferencias sustanciales entre los diferentes fitoplasmas.